# Cyclomia terginata
Cyclomia terginata là một loài bướm đêm trong họ Geometridae.